# Beatrice Faumuina
Beatrice Roini Liua Faumuina, novozelandska atletinja, * 23. oktober 1974, Auckland, Nova Zelandija.
Nastopila je na poletnih olimpijskih igrah v letih 1996, 2000, 2004 in 2008 v metu diska, najboljšo uvrstitev je dosegla leta 2004 s šestim mestom. Na svetovnih prvenstvih je dosegla uspeh kariere z osvojitvijo naslova prvakinje leta 1997. Na igrah Skupnosti narodov je osvojila dve zlati in srebrno medaljo.